# Albin Bubnič
Albin Bubnič, slovenski učitelj in časnikar, * 7. september 1915, Pregarje, † 23. junij 1978, Trst.

## Življenje in delo
Rodil se je v Pregarjah, oče je bil pismonoša Viktor, mati Ivanka (rojena Tomažič). Ljudsko šolo je obiskoval v rojstnem kraju, nato je nadeljeval šolanje v koprskem semenišču, iz katerega je leta 1935 izstopil zaradi protislovenskega vzdušja (takrat sta bili tržaška in koprska škofija združeni, v Italiji pa je vladal fašizem). Učiteljišče je končal leta 1940 v Trstu kot privatist. V februarju leta 1943 so ga fašisti zaradi protifašističnega delovanja aretirali. Jeseni 1943 je bil interniran v koncentracijsko taborišče Mauthausen in do konca vojne še v druga taborišča v Nemčiji. Po osvoboditvi je pomagal pri organiziranju slovenskega šolstva v Istri, bil je dve leti ravnatelj osnovne šole v Kopru in istočasno je pričel dopisovati v tržaški list Kmečko-delavska enotnost in postal leta 1947 njegov urednik, od leta 1948 pa je bil novinar Primorskega dnevnika iz Trsta in je opustil učiteljevanje. Skrbno je raziskoval in zbiral gradivo o nacističnih taboriščih in preživelih iz tržaške Rižarne. Njegovo delo so prevzele znane vsedržavne revije po Italiji, saj so bili do tedaj zločini v tržaški Rižarni zamolčani. V sodelovanju z drugimi avtorji je napisal delo, ki je izšlo v slovenščini in italijanščini Od fašističnega škvadrizma do pokola v Rižarni - Trst - Istra - Furlanija - 1919 - 1945 (Trst, 1974). Bubnič je bil izredno ploden publicist in je mnogo pisal tudi za Jadranski koledar in druge publikacije.
Za novinarsko delo je bil leta 1976 nagrajen s Tomšičevo nagrado.
Leta 1977 je prejel priznanje Vsedržavne zveze italijanskih kronistov »Vita do cronista«.
Leta 1980 so ustanovili Sklad Bubnič Magajna (ki je od leta 2014 postalo Kulturno društvo – Associazione culturale Bubnič Magajna).
Leta 1997 so po njem poimenovali slovensko osnovno šolo v Miljah.